# Stuorra Pogejavri
Stuorra Pogejavri eller Stuoraboggijärvi är en sjö i Finland. Den ligger i kommunen Enare i landskapet Lappland, i den norra delen av landet, 1 000 km norr om huvudstaden Helsingfors. Stuorra Pogejavri ligger 293,7 meter över havet. Omgivningarna runt Stuorra Pogejavri är i huvudsak ett öppet busklandskap. Arean är 28,3 hektar och strandlinjen är 2,88 kilometer lång. Sjön  ingår i Pasvik älvs huvudavrinningsområde. 